# Paul Lontsié-Keuné
Paul Lontsié-Keuné, né le 25 août 1963 à Balatchi, est un prélat catholique camerounais, évêque de Yokadouma de 2017 à 2021 puis de Bafoussam depuis 2021.

## Biographie
Il est ordonné prêtre le 17 mars 1991. Le pape François le nomme évêque de Yokadouma le 25 avril 2017.
Le 27 novembre 2021, il est nommé évêque de Bafoussam par le pape François.